# Personaggi de I Soprano
Elenco dei personaggi della serie televisiva I Soprano.

## Altri personaggi
- Silvio Dante
- Paulie Gualtieri
- Sal "Big Pussy" Bonpensiero
- Christopher Moltisanti
- Bobby "Bacala" Baccalieri
- Patsy Parisi
- Furio Giunta
- Johnny Sack
- Jennifer Melfi
- Adriana La Cerva
- Jackie Aprile Jr.
- Richie Aprile
- Rosalie Aprile
- Tony Blundetto
- Artie Bucco
- Charmaine Bucco
- Ralph Cifaretto
- Butch DeConcini
- Famiglia DiMeo
- Famiglia Lupertazzi
- FBI
- Phil Leotardo

### Benny Fazio
Benito "Benny" Fazio, Jr., interpretato da Max Casella, è un soldato della Famiglia DiMeo, fa inizialmente parte con Christopher Moltisanti della banda Gualtieri, poi, quando Christopher diviene caporegime, diviene un suo sottoposto. Appare per la prima volta nell'episodio "Uomo d'onore" come affiliato della famiglia DiMeo e amico di Christopher Moltisanti. Benny è uscito recentemente di prigione, dopo che il testimone che lo avrebbe condannato ha ritirato tutte le accuse. Uno dei suoi primi lavori consiste nel rapinare assieme a Chris un concerto di beneficenza al College. Successivamente diviene un "nulla facente" assieme a Little Paulie Germani, Vito, Donny K e Patsy al cantiere dell'Explanade. Verso la fine della quarta stagione diviene per breve tempo autista di Tony. Inoltre è presente alla seduta sul problema della droga di Chris, che pesterà assieme a Silvio, Tony e Paulie per aver insultato i presenti. Nella quinta stagione si avvicina a Tony divenendo la sua guardia del corpo, dopo la scomparsa di Furio Giunta. Quando viene pestato da Phil Leotardo e i suoi uomini, a caccia di Tony Blundetto, finisce in ospedale con gravi ferite. Per riparare alla cosa Tony lo farà diventare soldato. Nella sesta stagione si innamora di Martina, giovane cameriera albanese che lavora per Artie Bucco al Vesuvio, sfruttandola inoltre per una frode con carte di credito ai danni dei clienti del Vesuvio. Quando Artie lo scopre licenzia Martina e pesta Benny dopo una lite. Nonostante la voglia vendicarsi, Tony glielo impedisce e lo convince ad andare a festeggiare l'anniversario delle nozze dei suoi genitori al Vesuvio, dove viene provocato da Artie davanti a tutti, offrendogli un "Martina", cioè un Martini albanese. Benny comunque si vendicherà immergendo il braccio di Artie in una pentola di sugo bollente. Inoltre nella sesta stagione diventa anche l'autista di Silvio quando questo è momentaneamente il boss dopo l'attentato a Tony. Quando Chris muore Benny va affranto a portare le sue condoglianze a Tony, ricordandogli che erano amici. Nell'ultimo episodio è nel rifugio dei "sopravvissuti" all'attacco di Phil Leotardo, il quale ha già fatto uccidere Bobby e mandato in coma Silvio. Guida una delle macchine che braccano Phil. Quando Walden Belfiore intercetta Phil e lo uccide, fugge assieme a lui.

### Ray Curto
Raymond "Buffalo Ray" Curto, generalmente chiamato Ray Curto, interpretato da George Loros, è uno dei capitani della Famiglia DiMeo ed è stato l'informatore dell'FBI che è rimasto più a lungo all'interno della famiglia mafiosa, tanto che muore di ictus nel 2006 (mentre si trova in automobile con alcuni agenti dell'FBI, sul punto di rivelare informazioni utili contro il clan) senza che nessuno abbia mai lontanamente sospettato di lui. In una conversazione con Tony afferma di non volere avanzamenti di grado perché ha un figlio malato di sclerosi multipla che richiede notevoli attenzioni.

### Carlo Gervasi
Interpretato da Arthur J. Nascarella, viene introdotto nello show a partire dalla stagione 4 come soldato nella Famiglia DiMeo e col tempo diviene caporegime con una sua banda autonoma (che a sua volta era stata capitanata da Jimmy Altieri). Sebbene le conseguenze delle sue azioni nell'ultima puntata della serie (ep. 86) non siano mostrate sullo schermo ma solo accennate più volte nei dialoghi, il suo ruolo è di fatto cruciale per il  destino di Tony, protagonista della serie. Appare per la prima volta in "Debiti pubblici e privati" come soldato anziano della Famiglia DiMeo. Successivamente accompagna Ralph, Tony e Hesh a comprare il cavallo Pie-O-My. Qualche tempo dopo diviene capitano di quella che era la banda Altieri. Carlo gestisce soprattutto gli affari portuali, che verranno danneggiati da Johnny Sack, come vendetta per l'uccisione di Joe Peeps da parte del cugino di Tony, Tony Blundetto. Quando viene confermata l'omosessualità di Vito, a Carlo viene dato in gestione il settore edile che era di Vito, diventando un uomo di fiducia di Tony. Tuttavia nell'ultimo episodio suo figlio Jason viene arrestato per spaccio di droga e per proteggerlo Carlo accetta di diventare un informatore della polizia.

### Dwight Harris
L'agente speciale Dwight Harris, interpretato dall'attore Matt Servitto, appare in tutte e 6 le stagioni della serie, ma se nelle prime ha un ruolo secondario, nella sesta stagione il suo ruolo sarà fondamentale, per l'aiuto che dà al protagonista Tony Soprano nella guerra di bande contro Phil Leotardo. L'agente Harris fa parte dell'FBI ed è specializzato nell'investigazione e nel pedinamento dei membri dei DiMeo-Soprano. Con il passare degli episodi entra in contatto con alcuni di essi, in particolare con il boss Tony, col quale inizia un rapporto che si può definire quasi di amicizia. Frequenta spesso la macelleria Da Satriale, il noto covo della banda, apparentemente per pranzare, ma di fatto cercando di reperire informazioni sulle attività non solo dei Soprano ma soprattutto di tutto il crimine organizzato e di alcuni cellule terroriste che sembrano infiltrate in USA. L'agente Harris viene infatti trasferito all'antiterrorismo, dopo aver pedinato per anni i mafiosi, e cerca, al suo ritorno dal Pakistan, di reperire informazioni utili proprio dai membri di Cosa Nostra conosciuti in passato. Harris si dimostra collaborativo con Tony, cercando uno scambio di informazioni che porterebbe reciproci vantaggi: nell'episodio 77 è lui ad informare il boss del pericolo imminente proveniente dai Lupertazzi di New York e anche in seguito lo mette in guardia (episodio 85) sull'eventualità di attacchi ai suoi uomini. Harris (la cui ambiguità nelle azioni non fa intendere di certo quanto stia operando a titolo personale e quanto per conto dei suoi capi) preferisce di certo la leadership di Tony a quella sanguinosa di Phil Leotardo. Fra tutti i protagonisti dell'ultima puntata (ep. 86) è proprio l'agente Harris che dà a Tony le informazioni necessarie per rintracciare Phil, che viene intercettato e ucciso alla stazione di servizio da Walden Belfiore.

### Little Carmine
Carmine Lupertazzi, Jr., conosciuto come "Little Carmine", è il figlio di Carmine Lupertazzi, boss della Famiglia Lupertazzi, di cui è un capitano. È interpretato dall'attore Ray Abruzzo.

### Carmine Lupertazzi
Carmine Lupertazzi, Sr., interpretato dall'attore Tony Lip, è il boss dell'omonima Famiglia mafiosa nelle prime 5 stagioni. È il padre di Little Carmine. Carmine Lupertazzi fa parte della generazione mafiosa di Johnny Boy e Corrado Soprano, con i quali ha intrattenuto decennali rapporti d'affari criminali. Il boss ha comandato la Famiglia (una delle "Cinque Famiglie" di New York, organizzazioni di finzione che hanno solo il nome che richiama le vere organizzazioni malavitose) fin dagli anni settanta, mantenendo un basso profilo e celandosi dietro alla copertura di ristoratore e gestore di club: è stato tuttavia arrestato più volte tra gli anni '70 e '80. In quello stesso periodo, il suo consigliere di fiducia Angelo Garepe e il braccio destro Phil Leotardo vennero arrestati e condannati a vent'anni di carcere. Usciranno nel 2004, all'inizio della stagione 5. Calmo, riflessivo ed opportunista, Carmine Sr. si dimostra ponderato e intelligente nelle azioni, padre premuroso ma anche spietato mandante di omicidi: ha un rapporto conflittuale col boss in seconda Johnny Sack, che a sua volta si scontra spesso, verbalmente, con Little Carmine. Desiderio dell'anziano boss è che la Famiglia continui a portare il suo nome e non vada in mano a Johnny Sack, ma sembra presagire che non sarà così. Il figlio, infatti, non sembra affatto portato al comando: poco lungimirante, amante del lusso (vive stabilmente a Miami), indeciso ed incapace d'impartire ordini precisi e attuarli (più volte si rivolge a Tony confidando di non sapere quale decisione prendere), diviene facile bersaglio di Johnny Sack, che non perde occasione per denigrarlo e per ritagliarsi una fetta di affari in proprio. Carmine Sr. è inconsapevole dell'attentato che Johnny ordisce alle sue spalle e che non si attua per pura casualità (ep. 52). Tuttavia, il fato lo attende lo stesso, visto che viene colpito da infarto e muore (ep. 54), lasciando un pesante vuoto di potere che scatenerà la guerra interna alla famiglia in atto per tutta la stagione 5. Carmine riappare in sogno a Tony, nel celebre episodio Sogni angoscianti: si tratta di un presagio funereo per la decisione che Tony deve prendere riguardo al destino di suo cugino, Tony Blundetto.

### Eugene Pontecorvo
Eugene Pontecorvo, interpretato da Robert Funaro, è un personaggio inserito nella serie a partire dalla stagione 3 è stato, durante la sua permanenza, uno degli elementi più importanti della banda di Tony Soprano a cui apparteneva. Da anni soldato dei DiMeo, come si può vedere nell'ep. 36 (flashback ambientato nel 1995) in cui era guardia del corpo di Junior, Eugene diviene membro effettivo della famiglia assieme a Chris, dopo il cerimoniale di affiliazione presieduto da Tony, Silvio e Paulie (ep. 29). Dopo aver ricevuto una cospicua eredità pari a due milioni di dollari, decide di lasciare il New Jersey per trasferirsi con la famiglia a Miami, dove con la moglie progettava di comprare una casa grazie ai soldi ricevuti; muore suicida (episodio 66) dopo che Tony gli avrà negato la possibilità di abbandonare la famiglia, così come l'FBI di cui si scopre essere informatore, e aver scoperto il ritorno alla tossicodipendenza del figlio.

### Hesh Rabkin
Herman "Hesh" Rabkin, interpretato da Jerry Adler, appare in tutte e 6 le stagioni dello show, dal 1999 al 2007. In italiano è doppiato da Emilio Cappuccio. Ispirato alla figura del produttore Morris Levy (cofondatore nel 1956 dell'etichetta discografica Roulette Records), il personaggio di Hesh è piuttosto particolare all'interno della serie I Soprano. Uomo d'affari ebreo, Hesh non è un affiliato della Famiglia in quanto non è di sangue italiano: tuttavia intrattiene da sempre rapporti d'amicizia ed affari con i boss dei DiMeo: prima con Johnny Boy Soprano, poi, dopo la sua morte nel 1986, con Jackie Aprile, Sr., e infine con Tony, figlio di Johnny Boy e protagonista della serie. Ha sempre mantenuto un basso profilo e non è stato quasi mai coinvolto direttamente in attività criminali: la sua presenza si limita al ruolo di consigliere per il boss e alle estorsioni, comunque sempre mediate dagli uomini di Tony e mai svolte in prima persona.

### Gloria Trillo
Gloria Trillo, interpretata da Annabella Sciorra, entra in scena nella terza stagione della serie, instaurando una breve e appassionata relazione col protagonista della serie, il boss Tony Soprano. Per il ruolo di Gloria Trillo, Annabella Sciorra ha ottenuto una nomination agli Emmy Awards nel 2001. Agente di vendita di Mercedes nonché paziente della dottoressa Melfi, Gloria entra in scena nella stagione 3. La sua presenza è limitata a questa stagione per soli 7 episodi ma, per l'intensità della breve storia d'amore con Tony, le conseguenze del suo suicidio, i sensi di colpa e le apparizioni in sogno dopo la sua scomparsa, è personaggio fondamentale nella vita di Soprano. Le drammatiche vicende di Gloria, che appare più volte a Tony anche in sogno, hanno importanti ripercussioni nella complessa personalità del boss, innescando una serie di importanti conseguenze nelle sue relazioni sentimentali successive.

### Vito Spatafore
Vito Spatafore, interpretato da Joseph R. Gannascoli, è uno degli appartenente al clan mafioso degli Aprile, cosca della Famiglia DiMeo; Vito viene introdotto nella serie a partire dalla stagione 2 come personaggio marginale, ma progressivamente si ritaglia un ruolo centrale nello show, fino alla prima parte della stagione 6. In italiano, a differenza degli altri membri della sua famiglia mafiosa, è stato doppiato con un accento calabrese. Inoltre, nella versione Italiana, a differenza di quella inglese, lo spelling del suo cognome è "Spatafora" (come si nota anche nell'ep. 72 dove è lui stesso a effettuarne lo spelling) mentre nei credits appare come "Spatafore". Vito entra in scena nella seconda stagione (sebbene l'attore, accreditato in tutt'altro ruolo come "Gino", appaia per poche sequenze già nell'ep. 8, in qualità d'un semplice avventore nella pasticceria dove Christopher spara al piede del commesso) come soldato della banda Aprile capitanata da Ralph Cifaretto: alla morte di quest'ultimo, Tony lo promuove boss della banda. Vito è una fonte di guadagno smisurato per Tony, che in più occasioni lo considera indispensabile. Tuttavia, le vicende portano alla conoscenza di un "segreto" di Vito, ossia la sua omosessualità che vive di nascosto da tutto e tutti. Incapace di fare coming out, pressato dal desiderio di libertà e dalla paura di essere scoperto, Vito conduce una doppia vita, fino alla casuale scoperta da parte di alcuni affiliati e alla diffusione immediata della notizia (ep. 71). Phil Leotardo, cugino di Marie Spatafore, moglie di Vito, non riesce a sopportare la situazione "disonorevole" e chiede la sua testa a Tony: il boss non concede l'autorizzazione, anche quando Vito è ormai fuggito e si sta rifacendo un'esistenza con un altro uomo, Johnny "Cakes". Quando Vito, impossibilitato a rimanere lontano dalla famiglia e, soprattutto, dagli agi della sua vita da caporegime dei DiMeo, torna nel New Jersey, Phil lo rintraccia e lo fa uccidere, infatti Vito viene massacrato dagli uomini di Phil, creando i presupposti della guerra di bande che porta all'epilogo della serie.

### Artie Bucco
Arthur "Artie" Bucco, Jr., interpretato da John Ventimiglia è uno dei personaggi della serie televisiva I Soprano (The Sopranos). Cuoco e ristoratore, è il proprietario del locale Vesuvio, che viene dato alle fiamme su ordine di Tony Soprano. Successivamente apre il Nuovo Vesuvio. Artie e sua moglie Charmaine sono amici d'infanzia di Tony e Carmela Soprano, e sono sempre presenti nella serie, dalla prima alla sesta stagione. Artie è un personaggio dai tratti più caricaturali e "leggeri" rispetto agli altri della serie, non essendo un gangster. Dal suo ristorante passano continuamente i vari personaggi e molti dei momenti chiave della serie avvengono a tavola, tanto che il Vesuvio è una delle principali location della serie.